# Mossa
Mossa (tiếng Slovenia: Moš) là một đô thị ở tỉnh Gorizia thuộc vùng Friuli-Venezia Giulia, nằm ở vị trí cách khoảng 40 km về phía tây bắc của Trieste và khoảng 5 km về phía tây của Gorizia. Tại thời điểm ngày 31 tháng 12 năm 2004, đô thị này có dân số 1.689 người và diện tích là 6,1 km².
Đô thị Mossa có các frazioni (đơn vị cấp dưới, chủ yếu là thôn làng) Villa Blanchis and Valisella. The name is derived from the old German "Moos Au". See the website of the Comune: 
Mossa giáp các đô thị sau: Capriva del Friuli, Farra d'Isonzo, Gorizia, San Floriano del Collio, San Lorenzo Isontino.